# Joël Doux
Pour les articles homonymes, voir Doux.
Joël Doux est un kayakiste français de descente né en 1963.

## Biographie
Aux Championnats du monde de Savage en 1989, Joël Doux remporte la médaille d'or en K1 par équipe avec Antoine Goetschy et Claude Bénézit.
Il est depuis 1996 à la tête d'Outdoor éditions.